# Marionina nevisensis
Marionina nevisensis är en ringmaskart som beskrevs av Righi och Kanner 1979. Marionina nevisensis ingår i släktet Marionina och familjen småringmaskar. Inga underarter finns listade i Catalogue of Life.